# Дейвид Камерън
Дейвид Уилям Доналд Камерън (на английски: David William Donald Cameron, произнасяно /ˈkæm(ə)rən/) е британски политик, министър-председател на Обединеното кралство между 2010 г. и 2016 г. и лидер на Консервативната партия (2005 – 2016 г.).
Избран начело на партията през 2005 г., 43-годишният Камерън преобразява имиджа на консерваторите.

## Биография

### Ранен живот и образование
Дейвид Камерън е роден на 9 октомври 1966 г. в град Лондон, Великобритания. Бащата на Дейвид Камерън е далечен потомък по извънбрачна линия е на крал Уилям IV (1830 – 1837 г.) (по тази линия е далечен братовчед на кралица Елизабет), а съпругата му е дъщеря на барон. Баща му е заможен служител в лондонското Сити, майка му е магистрат.
Детството му преминава в благосъстоятелен семеен дом, по-късно той е изпратен в училището, в което учат принцовете Едуард и Ендрю, а след това в елитния колеж Итън, където от векове се формира елитът на Великобритания. Започва да учи в Оксфорд през 1985 г.

#### Професионална кариера
След като завършва специалност „Философия, политика и икономика“ през 1988 г., става член на Консервативната партия, вдъхновен от многото консерватори в рода си. Работил е в екипа на Джон Мейджър и като специален съветник на Норман Ламонт, канцлер на хазната.
Камерън прекарва 7 години в частния сектор. Той е наясно, че за да стане политик му е нужен известен бизнес опит. През 1994 г. започва работа в медийна група Карлтън. Тези 7 години прекарва като директор за връзки с обществеността и участва в кампанията по прехода от аналогова към цифрова телевизия в Обединеното кралство.

#### Политическа кариера
През 2001 г. е избран за депутат от Уитни (близо до Оксфорд).

##### Председател на Консервативната партия
През 2005 г. е избран за лидер на Консервативната партия. Въпреки че е сломена от успеха на лейбъристите на Тони Блеър, Камерън е непознат за обществото, но успява да модернизира партията, което му носи висок рейтинг впоследствие.
Подкрепян от съпругата си Саманта, Камерън е много отворен пред медиите, като често показва своя дом и снимки от ваканциите.
Въпреки че нарича себе си „либерален консерватор“, чиято цел е да направи партията по-привлекателна за младите, Камерън не се притеснява да се възхищава от Маргарет Тачър, но и не се обявява за тачърист. Противниците на Камерън му натякват още, че в политиката той се е обградил с приятелите си от снобския колеж „Итън“, които нямат представа как живеят обикновените хора.
В предизборната кампания обещава да ограничи бедността, да направи икономиката по-екологична, да реформира здравеопазването и социалната система. Все трудни задачи, тъй като рецесията във Великобритания може и да свършила, но с това не изчезват двата големи проблема – рекорден бюджетен дефицит и най-бързо нарастващият държавен дълг сред развитите страни.

#### Министър-председател
На 11 май 2010 година е назначен от кралица Елизабет II за министър-председател на Обединеното кралство. Правителството е коалиционно, съставено от консерватори и либерал-демократи.
На парламентарните избори на 7 май 2015 г. консерваторите изненадващо печелят мнозинство въпреки прогнозите за ново равновесие на силите и коалиционно правителство. Така Дейвид Камерън формира първото изцяло консервативно правителство от 1992 г. и е вторият министър-председател след Маргарет Тачър, преизбран след пълен мандат.

## Брексит и оставка
На 20 февруари 2016 г., след приключване на преговорите с Европейския съюз за статута на Великобритания в него, Камерън насрочва провеждането на референдум относно членството на кралството в Съюза за 23 юни 2016 г. Преговорите и провеждането на подобен референдум са част предизборните обещание на Консервативната партия по време на британските парламентарни избори през 2015 г.
Допитванията преди референдума сочат, че 51% от хората желаят Великобритания да остане. Вотът от референдума посочва точно обратното: 51,8% от гласувалите са за напускане на Европейския съюз. Това води до редица сътресения в политиката и икономиката на Великобритания, като едно от тях е че Дейвид Камерън подава оставка като лидер на Консервативната партия и министър-председател.
Почти 3 месеца по-късно, на 12 септември 2016 г. Дейвид Камерън подава оставка и като депутат в долната камара на британския парламент. Заявява, че не иска да „отвлича внимание“, поради обстоятелствата довели до оставката му като министър-председател.

## Живот след оставката
След като напуска поста министър-председател, той подписва договор за 800 хиляди лири стерлинги, за да напише мемоарите си. През това време съпругата му Саманта създава собствена марка дрехи – Cefinn.
През октомври 2017 г. става известно, че той е започнал работа в американската компания First Data, занимаваща се с електронни разплащания.

## Министър на външните работи в кабинета на Сунак (2023 – 2024)
На 13 ноември 2023 г., в поредица от кадрови промени в правителството на Риши Сунак, Дейвид Камерън получава портфейла на външен министър. Камерън не е действащ член на британския парламент, затова заема място в Камарата на лордовете, за да се извърши назначението.
В допълнение към поста си на министър на външните работи, Камерън получава пожизнено перство, което го прави член на Камарата на лордовете и първия министър-председател, получил титлата пер след Маргарет Тачър. Това е първият път от 1970 г., когато бивш министър-председател е назначен на министерски пост. Тогава Едуард Хийт назначава Алек Дъглас-Хюм за външен министър. Освен това за първи път от 1982 г. член на Камарата на лордовете заема висш държавен пост. И за първи път пожизнен пер получава поста външен министър.
Камерън е министър на външните работи до 5 юли 2024 г., когато консерваторите са победени от лейбъристите в парламентарните избори. Въпреки че губи министерския си пост, бившият лидер на Консервативната партия запазва мястото си в Камарата на лордовете доживот.

## Личен живот
Камерън е женен за Саманта Камерън, дъщеря на барон сър Реджиналд Адриан Берклей Шефилд.
Раждат им се четири деца. Първото им дете, Айвън, е роден на 8 април 2002 в Лондон – инвалид и болен от епилепсия. Камерън оборудва дома си в Нотинг Хил като медицински център за нуждите на Айвън с асансьор, стая за бавачка и друго помещение, в което синът му да прекарва повече време в игри със сестричето си Нанси Гуен (родена 2004 г.) и братчето си Артър Елвен (роден 2006 г.). Айвън умира в Лондон на 25 февруари 2009 г.
На 24 август 2010 г. им се ражда четвъртото дете, дъщеря им Флорънс Роуз Енделион (Florence Rose Endellion).
Дейвид Камерън е привърженик на футболния отбор Астън Вила.

## Титли и награди
- Великобритания:
  -  14 декември 2005: назначен е в Тайния съвет на Обединеното кралство, което му дава обръщението „Почитаемият“ (The Right Honourable) до живот.[16]
  -  13 ноември 2023: дадено му е пожизнено перство, за да заеме позиция в кабинета.[17]
- Саудитска Арабия:
  -  6 ноември 2012: Специален клас на Орден „Крал Абдел Азиз“.[18]

Като бивш министър-председател Дейвид Камерън и съпругата му Саманта имат почетни места на държавното погребение на кралица Елизабет II на 19 септември 2022 г. и коронацията на крал Чарлз III и кралица Камила на 6 май 2023 г.